# Fédération nationale du cheval
Pour les articles homonymes, voir FNC.
La Fédération nationale du cheval (FNC), est l'une des associations spécialisées de la FNSEA. Fondée en 1947, elle a vocation à fédérer, représenter et défendre les différents syndicats ou associations d'éleveurs de chevaux, toutes races et tous modes de valorisation confondus. Son actuelle présidente est Marianne Dutoit. Elle s'est impliquée notamment pour le maintien du taux de TVA réduit sur la filière équestre, et la création d'un label pour la viande de cheval d'origine française.

## Histoire
La FNC est fondée en 1947, à l'origine pour soutenir les éleveurs de chevaux de trait.

## Défense de l'hippophagie
Son nom ne l'indique pas, mais la FNC a vocation à relancer la consommation de viande de cheval en France, qui est en chute depuis de nombreuses années. En 2013, après la fraude à la viande, elle déplore que le soutien à la production de viande de cheval soit écarté de la politique agricole commune,.
Face à l'arnaque sur la retraite des chevaux, un autre scandale révélé fin août 2013, impliquant des maquignons qui revendent des chevaux aux abattoirs après avoir promis une belle retraite lors de leur achat, la FNC a fait valoir sa volonté de sanctionner les coupables. Elle renouvelle son soutien à la filière viande, notamment par la création d'un label « viande chevaline française » destiné à « rassurer les consommateurs ». D'après l'équipe de Cheval Savoir, ces actions répétées en faveur de l'hippophagie sont contraires aux préoccupations réelles de la majorité des propriétaires de chevaux.